# The Tribe (film)
The Tribe (Oekraïens: Плем'я, Plemya) is een Oekraïense film uit 2014 onder regie van Myroslav Slaboshpytskiy. De film ging in première op 21 mei op het Filmfestival van Cannes en had zijn Belgische avant-première op het Film Fest Gent 2014.

## Verhaal
Sergej, een dove tiener komt terecht in een gespecialiseerde kostschool. Hij moet proberen te overleven in een gewelddadig milieu waar bendes de zaak uitmaken. Door deel te nemen aan enkele overvallen klimt hij hogerop in de organisatie. Dan ontmoet hij Anna, een van de concubines van de bendeleider en breekt hij alle ongeschreven wetten van de bende.

## Rolverdeling
- Grigory Fesenko als Sergej
- Yana Novikova
- Alexander Osadchiy
- Alexander Panivan
- Rosa Babiy

## Productie
De film werd volledig opgenomen in gebarentaal, zonder dialogen en wordt vertoond zonder ondertitels.

## Prijzen & nominaties

### Prijzen
- Austin Fantastic Fest 2014: Next Wave Award - Best Director (Miroslav Slaboshpitsky)
- Filmfestival van Cannes 2014: Critics Week Grand Prize
- Filmfestival van Cannes 2014: France 4 Visionary Award
- Filmfestival van Cannes 2014: Gan Foundation Support for Distribution
- Golden Apricot Festival film of Yerevan 2014: FIPRESCI Prize - Best Film
- Golden Apricot Festival film of Yerevan 2014: Golden Apricot - Best Film

### Nominaties
- Filmfestival van Cannes 2014: Golden Camera
- European Film Awards 2014: European Discovery of the Year